# ジェムケリーグループホールディングス

## 概要
創業当初は、呉服の訪問販売を主体として成長。その後、宝飾部門を設立。自社でデザイン、制作工房、販売まで一気通貫の垂直統合型のスタイルが特徴。
主要ブランド、VARTIX、Bijoude、DICHA 、GEMCEREYなどがある。
高級宝飾品以外にEC通販のGCONLINE公式通販サイトなどIT分野にも進出している。

## 事業所
- 京都・名古屋・東京（青山）（飯田橋）・横浜・広島・奈良（橿原）・千葉・福岡・佐賀

## 会社沿革
- 1992年8月 - 設立
- 1993年10月 - 宝石事業部を開設
- 1994年7月 - 宝石事業部を独立
- 1995年2月 - 名古屋支社を開設
  - 6月 - 名古屋店を開設
  - 3月 - 福岡支社、福岡店を開設
- 1997年3月 - 東京支社、東京店を開設
  - 4月 - 京都・烏丸五条に本社移転
  - 11月 - 資本金を1億円に増資
- 1998年4月 - 広島支社、広島店を開設
- 1999年1月 - 資本金を2億9,900万円に増資
  - 4月 -  横浜支社、横浜店を開設
- 2000年4月 - 仙台支社、仙台店を開設
- 2001年4月 - 神戸支社、及び神戸店を開設
- 2002年9月 - 東京支社設立、及び銀座店を開設
- 2003年10月 - 京都本社新社屋竣工
- 2006年 - 腕時計ブランドVARTIX（バティックス）を設立
- 2007年
  - 8月 - 新たなブランドGEREZZA（ジュレッツア）、GemCEREY CANDYシリーズを発表
  - 11月 - 東京港区に青山店と東京営業本部を開設
- 2012年9月18日 - 特定商取引法違反（迷惑勧誘など）を行ったとして、消費者庁より6カ月間の業務停止を命じられた[1]。

2009年4月から2012年9月までに消費生活センターに、同社に関する相談が約300件あったという。同社は「処分を真摯に受け止めて反省しおわび申し上げる」とし、18日付で訪問販売事業から撤退することを明らかにした。
- 2014年10月1日 - 株式会社Rebootに商号変更
- 2021年4月 - 株式会社ジェムケリーグループホールディングスへ社名を変更

## CM・広告出演者
- 井上晴美（1998年 - 1999年）
- 葉月里緒菜（2000年 - 2001年）
- 米倉涼子（2003年 - 2004年）
- 長谷川京子（2005年）
- 押切もえ（2005年 - 2006年）
- 倖田來未（2006年 - 2007年、2024年）
- 諸星和己（2007年 - 2009年）
- 西山茉希（2007年）
- the GazettE（2008年、2011年）
- hyde（2008年 - 2009年）
- シド (バンド)（2009年）
- 河村隆一（2009年）
- 益若つばさ（2009年）
- 西野カナ（2010年 - 2011年）
- 陣内智則（2010年 - 2011年）
- ナイトメア (バンド)（2011年）
- ベッキー（2012年）
- 浜崎あゆみ（2013年）
- NMB48（2014年）
- 亀梨和也（2015年）
- KinKi Kids（2017年）
- A9（2018年）
- トリンドル玲奈（2022年）

## 提供番組（過去）
- 木曜ドラマ（テレビ朝日）
- 大人の土ドラ（東海テレビ）